# 菊地聡
菊地 聡（きくち さとし、1961年〈昭和36年〉2月16日 - ）は、日本の海上自衛官。第49代舞鶴地方総監、第44代佐世保地方総監。

## 略歴
北海道出身。防衛大学校を第28期卒業し、海上自衛隊に入隊。職種は固定翼航空機。入隊後は主に航空隊や海上幕僚監部等で勤務したのち、統合幕僚学校副校長、呉地方総監部幕僚長、海上幕僚監部総務部長等の要職を歴任し、2015年（平成27年）12月から第49代舞鶴地方総監を務め、2017年（平成29年）12月20日第44代佐世保地方総監に就任、2019年（令和元年）8月22日に退官した。

## 年譜
- 1984年（昭和59年）3月：防衛大学校第28期（機械工学）卒業、海上自衛隊入隊
- 1998年（平成10年）7月：2等海佐に昇任
- 1999年（平成11年）9月：第5航空群第9航空隊勤務
- 2000年（平成12年）8月：第51航空隊勤務
- 2001年（平成13年）3月：第4航空群第3航空隊第3飛行隊長
- 2002年（平成14年）8月：海上幕僚監部副官
- 2003年（平成15年）1月：1等海佐に昇任
- 2004年（平成16年）7月：海上幕僚監部装備体系課航空機体系班長
- 2006年（平成18年）3月：第5航空群第5航空隊司令
- 2008年（平成20年）3月：海上幕僚監部防衛部防衛課勤務
- 2009年（平成21年）
  - 1月：第1航空群 司令部首席幕僚
  - 7月：海将補に昇任、航空集団司令部幕僚長
- 2011年（平成23年）8月：第4航空群司令
- 2012年（平成24年）7月：統合幕僚学校副校長
- 2013年（平成25年）8月：呉地方総監部幕僚長
- 2014年（平成26年）3月：海上幕僚監部総務部長
- 2015年（平成27年）8月4日：海将に昇任、第49代舞鶴地方総監
- 2017年（平成29年）12月：第44代佐世保地方総監
- 2019年（令和元年）8月：退官